# Biblioteca Pública do Instituto Nacional de Estudos e Pesquisa
Biblioteca Pública do Instituto Nacional de Estudos e Pesquisa – biblioteka narodowa Gwinei Bissau, znajdująca się w mieście Bissau.

## Historia
Biblioteka (Biblioteca pública nacional) powstała w 1984 roku na bazie biblioteki kolonialnej w Gwinei Portugalskiej. W tym samym roku powstał Narodowy Instytut Studiów i Badań (INEP), którego celem jest promowanie studiów i badań w zakresie nauk społecznych i przyrodniczych związanych z problemami rozwojowymi Gwinei Bissau. W jego gmachu umieszczono zbiory Biblioteki i Archiwum ( Arquivos Históricos). Podczas wojny domowej 1998–1999 obok budynku biblioteki spadła bomba, która uszkodziła dach. Pozbawione opieki zbiory były narażone na działanie czynników atmosferycznych podczas pory deszczowej. Dodatkowo wojska senegalskie, które urządziły sobie bazę w gmachu Biblioteki używały kartek z książek do rozpalania ognisk, a po odejściu wojska część sprzętu i książek została rozgrabiona. W latach 2007–2008 przeprowadzono remont budynku. Miał on na celu usunąć zniszczenie z okresu wojny. Wykonano remont dachu, instalacji elektrycznej, malowanie i naprawę okien. Koszty, które wyniosły 33,5 tysiąca dolarów pokryła Ambasada USA w Dakarze.  
W 2011 roku otwarto American Corner z komputerami podłączonymi do Internetu dzięki czemu czytelnicy mogą korzystać z eLibraryUSA. 
Dyrektorem Biblioteki jest Iaguba Djaló. Większość czytelników biblioteki to studenci uczelni wyższych i wydziału prawa oraz uczniowie miejscowych szkół średnich.

## Zbiory
Zbiory biblioteki liczą około 65 000 woluminów, z czego około 99% w formie papierowej (pozostała to e-booki). W zbiorach Biblioteki za najcenniejsze uznano 52 200 woluminów. Część z nich zostało uszkodzonych podczas wojny domowej 1998-1999, gdy biblioteka utraciła około 35% swoich zbiorów. W 2018 roku w ramach programu Culture in Crisis  Biblioteka otrzymała 15 tysięcy euro na oczyszczenie, odnowienie, skatalogowanie i poprawię warunków i przechowywania najcenniejszych zbiorów. W 2021 roku w ramach Programu Narodów Zjednoczonych ds. Rozwoju Biblioteka otrzymała sprzęt do digitalizacji zbiorów. 17 września 2021 roku Biblioteka Narodowa  podpisała porozumienie z najstarszym tygodnikiem w kraju  Nô Pintcha Journal o digitalizacji archiwów gazety od 1975 roku.